# Партизан

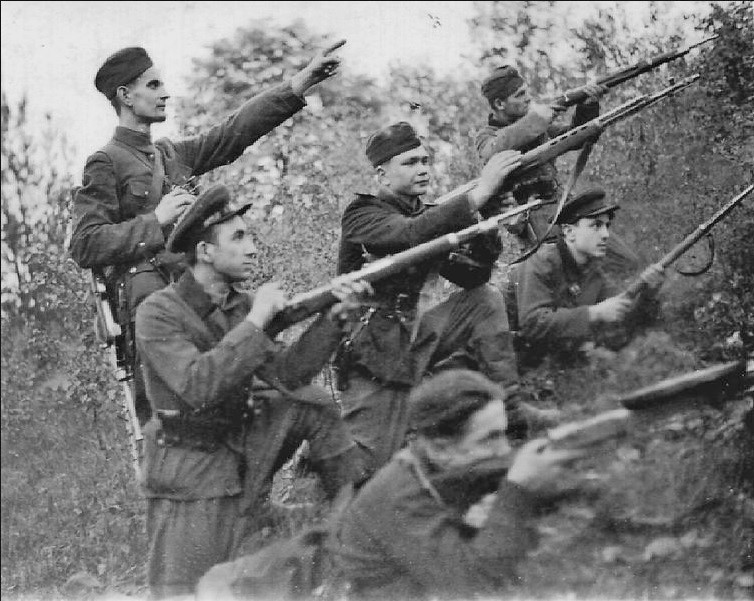
Повстанці з Острозького відділу в Суразьких лісах. Грудень 1943 р.

Партиза́ни, одн. партиза́н (фр. partisan від італ. partigiano — «прибічник певної суспільної групи, партії») — спільна назва учасників недержавних, тобто не належних до регулярної армії, військових об'єднань — військових загонів, які складаються з прибічників певних політичних (владних) кіл чи суспільних сил даної країни. Бойові дії за участю партизанів називають партизанською війною.
Неофіційний, неформальний характер цих загонів найчастіше пов'язаний з тим, що їх метою є боротьба проти наявної у країні влади (політичного чи військового режиму), або окупаційного режиму ворожої країни; причому переважно військовим шляхом, методами партизанської війни у тилу супротивника — саботаж, диверсії, терор тощо — використовуючи замасковане пересування по території і уникаючи фронтальних зіткнень з переважальними силами регулярної армії суперника.
Партизани та партизанські з'єднання, як військові формування, не мають офіційного міжнародного правового статусу, але за міжнародним правом при полоненні можуть підпадати під статус «військових полонених».

## Визначення партизанів у міжнародному гуманітарному праві
Міжнародне гуманітарне право визначає партизанів як учасників недержавних військових об'єднань, що не належать до регулярної армії, — тобто військових загонів, які воюють проти наявної у країні влади (політичного чи військового режиму) або окупаційного режиму ворожої країни. Партизанів визнають комбатантами, що надає їм надалі право на статус військовополонених у разі захоплення, якщо вони належать до однієї зі сторін конфлікту, очолюються особою, яка відповідає за їхні дії, мають знаки, що відрізняють їх від цивільного населення, відкрито носять зброю та дотримуються норм міжнародного гуманітарного права. Бійці національно-визвольних рухів також прирівнюються до регулярних збройних сил, тобто розглядаються як комбатанти.

## Партизанські загони
Партизанські загони та тактика партизанської війни широко застосовувалася як під час військових конфліктів в тилу супротивника, так й у мирні часи.

### Партизанська війна під час війн
Партизанська війна застосовувалась під час багатьох війн:
- Війни за незалежність США (1775—1783)
- Французько-російської війни (1812)
- Англо-американської війни (1812—1815)
- Громадянської війни в США (1861—1865).
- Радянсько-української війни (1917—1921).
- Громадянської війни в Росії (1918—1921).
- Другої світової війни.
- громадянської війни на Кубі 1956—1961
- Війни у В'єтнамі.
- Війна на сході України (2014)
- Російське вторгнення в Україну (2022)

### Партизанська війна у мирний час
У мирний час партизанські дії застосовувались групами національних визвольних рухів і військових екстремістів, наприклад:
- у повоєнний час в окупованих СРСР країнах Балтії, Україні та Білорусі.
- у повоєнній Польщі.
- у повоєнній Румунії.
- в Тибеті з 1951 року по сьогодні.
- під час війни у Нікарагуа.
- під час багатьох «національно-визвольних» та міжплемінних війн у Африці.
- дії антиурядових, марксистсько-маоїстських сил у багатьох країнах Латинської Америки; дії Організації визволення Палестини на території Ізраїлю і Лівану, а також дії Тигрів Тамілілама в Шрі-Ланці).

та багатьох інших.
- Похідне від П. слово Партизанити — в повсякденному мовному вжитку означає — вести підпільну, замасковану боротьбу, а також діяти стихійно, неорганізовано.